# Asthenoctenus borellii
Asthenoctenus borellii är en spindelart som beskrevs av Simon 1897. Asthenoctenus borellii ingår i släktet Asthenoctenus och familjen Ctenidae. Inga underarter finns listade.